# Collège de Sociologie
Das Collège de Sociologie gründeten im November 1937 die französischen Soziologen und Philosophen Georges Bataille, Michel Leiris und Roger Caillois. Das Collège existierte bis Juni 1939.

## Geschichte
Am Collège waren neben den drei Gründern auch zahlreiche Surrealisten und nonkonformistische Intellektuelle sowie u. a. Walter Benjamin, Hans Mayer, Alexandre Kojève, André Masson oder Pierre Klossowski beteiligt.
Ziel des Collège war es, eine an der Durkheim-Schule und insbesondere an Marcel Mauss und Robert Hertz orientierte Sakralsoziologie zu etablieren. Außerdem ging es dem Collège – vor allem Bataille – um die Etablierung neuer Mythen und Gemeinschaftsbildungen, die dem drohenden Faschismus Einhalt gebieten sollten. Die These war, dass vor allem eine individualistische Gesellschaft vor dem Faschismus nicht mehr sicher sei. Die Wirkungen des Collège reichen bis Michel Foucault, Jacques Derrida, Emmanuel Levinas, Jean-Luc Nancy, Michel Maffesoli und Jean Baudrillard.
Einige der Mitglieder des Collèges de Sociologie, insbesondere Bataille, waren beteiligt an der Geheimgesellschaft Acéphale und der gleichnamigen Zeitschrift.